# Maine Black Bears

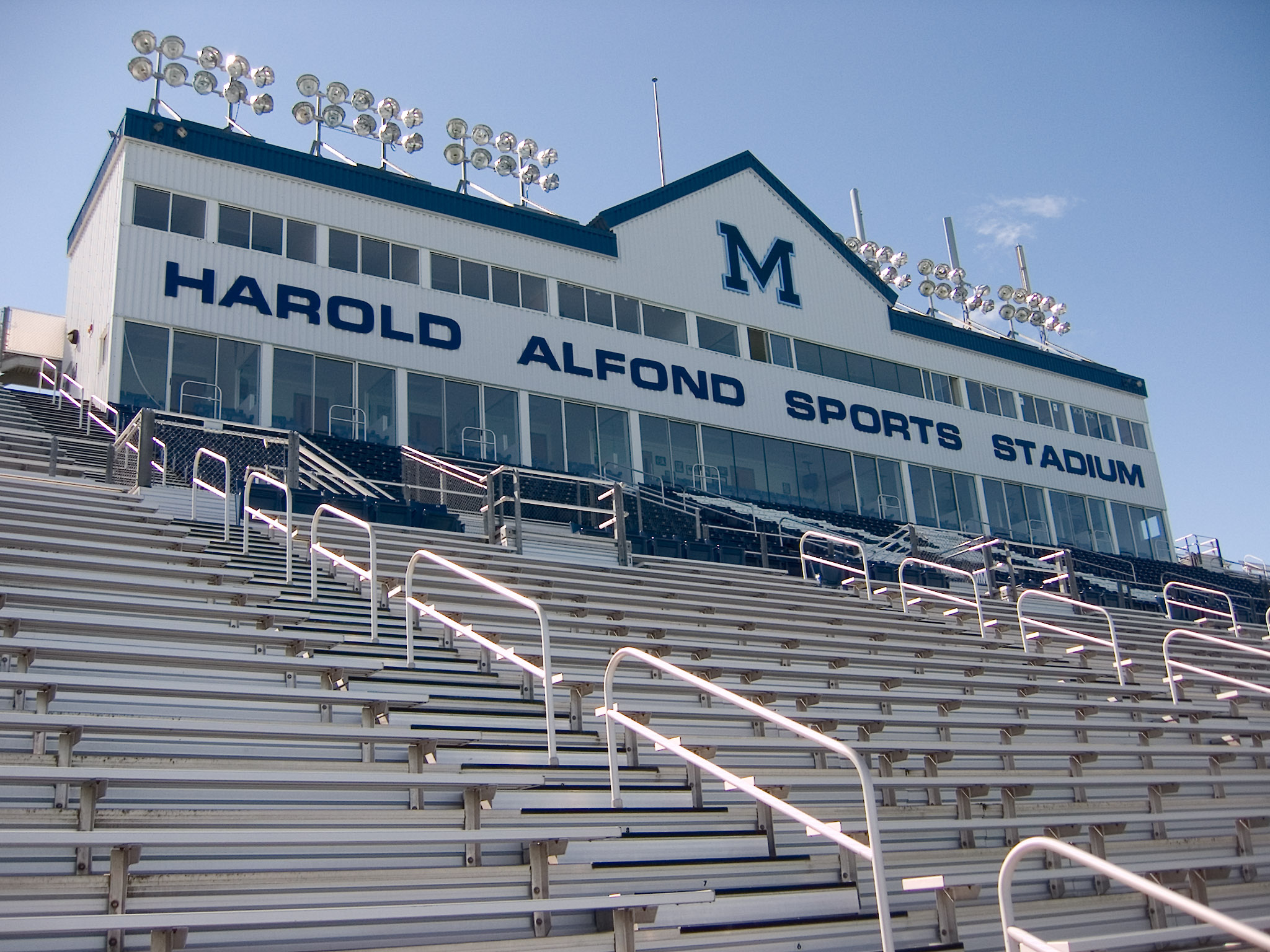
Alfond Stadium.

Maine Black Bears (español: osos negros de Maine) es el equipo deportivo de la Universidad de Maine, situada en Orono, Maine. Los equipos de los Black bears participan en las competiciones universitarias de la NCAA, en la America East Conference.

## Programa deportivo
Los Black Bears compiten en 8 deportes masculinos y en 9 femeninos:
| Masculino: - Baloncesto - Campo a través - Atletismo - Fútbol americano - Béisbol - Hockey sobre hielo - Natación | Femenino: - Baloncesto - Campo a través - Atletismo - Fútbol - Softbol - Hockey sobre hielo - Hockey sobre hierba - Natación |

- Datos: Q2905314